# Jakob Alfons Holl

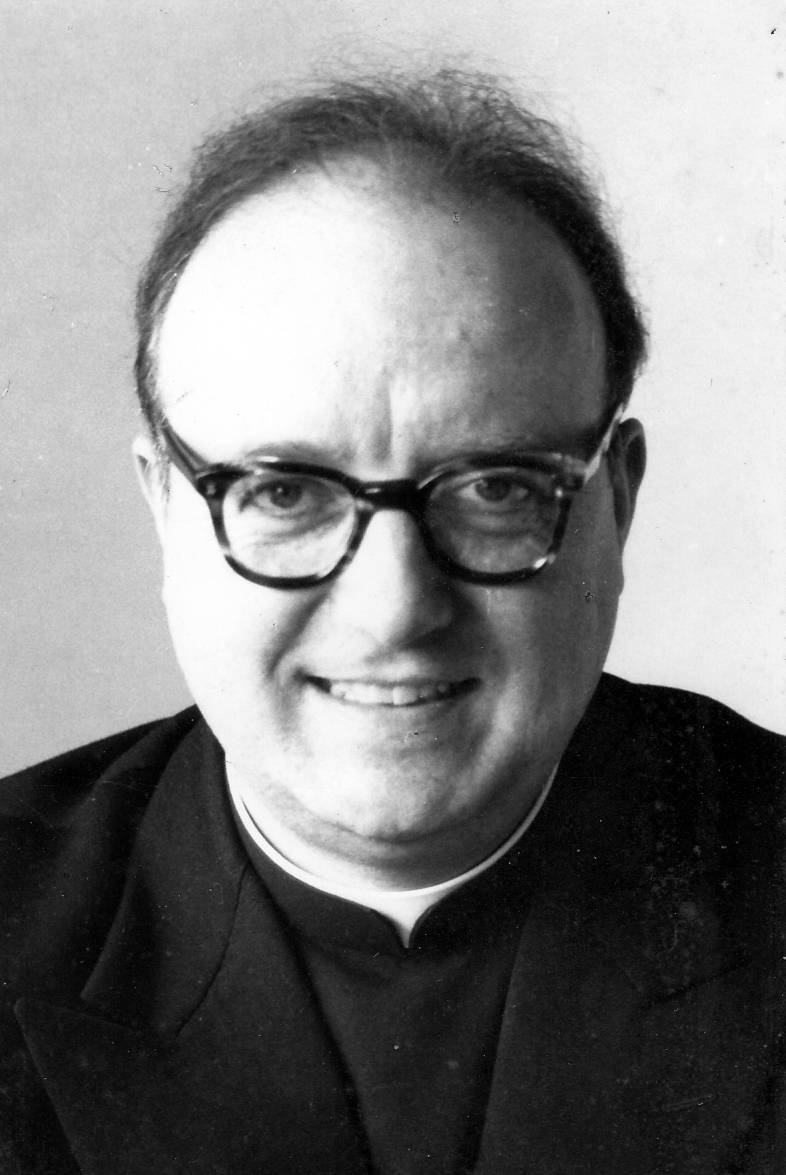
Porträt von Jakob Holl

Jakob Alfons Holl, genannt Jakob Holl (* 15. April 1905 in Düsseldorf; † 9. Juli 1966 in Köln-Brück) war ein deutscher katholischer Priester und Schriftsteller. Sein Künstlername Jan Klas Bollhoof bestand aus einer Umstellung der Buchstaben seines vollen Namens.

## Leben
Als Alumne im Priesterseminar Bensberg wurde er am 12. Februar 1931 in Köln zum Priester geweiht. Als Kaplan war er ab 23. März 1931 in Herz Jesu Leverkusen-Wiesdorf und ab 2. März 1936 in St. Peter Düsseldorf tätig. Vom 9. Februar 1940 bis 31. März 1955 war er Pfarrer in Moitzfeld. Am 22. März 1955 wurde er von Kardinal Joseph Frings zum Direktor der Fernsehstelle für die Bistümer in Nordrhein-Westfalen berufen.

## Leistungen
In Moitzfeld gab es eine baufällige Holzkirche aus den 1920er Jahren, die man nach dem Zweiten Weltkrieg aufwändig hätte sanieren müssen. Holl hielt es für besser, eine neue Kirche zu bauen. Er räumte die sich für dieses Vorhaben auftürmenden Schwierigkeiten aus dem Weg, ließ sich ein Grundstück schenken, spornte die Dorfbewohner zur Mithilfe an und besorgte Geld. Bereits am 27. Mai 1946 begannen die Ausschachtungsarbeiten für die Kirche St. Joseph (Moitzfeld) von Hand. Am 17. Dezember 1950 erfolgte die Einsegnung der neuen Kirche, die aber auch immer noch eine Baustelle war.
Für die Vorgeschichte des Bischöflichen Hilfswerks Misereor ist bedeutsam, dass Holl am 24. April 1958 einen Brief an Joseph Teusch, den Generalvikar des Erzbischofs von Köln gerichtet hatte, in dem er ihn auf einen von ihm geschriebenen Artikel mit der Überschrift „Hunde haben's bei uns besser“ aufmerksam machte, der in der Kölner Kirchenzeitung am Vortag erschienen war. Dabei handelte es sich um einen Reisebericht von Holl über seine Reise nach Asien, bei der er auch Mutter Teresa in Kalkutta besucht hatte. Er berichtete darin über die schwere Arbeit der Schwestern und fügte ergreifende, selbst gefertigte Fotos von der Armut der Kinder in Indien bei. Holl schildert u. a., wie sich Mutter Teresa in ihrem von der Stadt geschenkten Tempel um Sterbende kümmerte und sie liebevoll bis zum Tod begleitete. Er berichtet auch darüber, wie in seinem eigenen Schoß zwei Menschen gestorben waren. Teusch informierte daraufhin Josef Kardinal Frings, der das zum Anlass nahm, auf der Fuldaer Bischofskonferenz 1958 darüber zu referieren. Die Bischöfe beschlossen daraufhin einhellig die Gründung von Misereor. Holl organisierte gleichzeitig eine Spendensammlung unter dem Titel Reis für Kalkutta über das Päpstliche Werk der Glaubensverbreitung in Aachen, die eine halbe Million DM einbrachte.
Er gründete im Jahr 1961 die Stiftung Die Gute Hand. Sein Anliegen war dabei, Kindern zu helfen, die gefährdet und benachteiligt sind. Leider erlebte er die Eröffnung des Heilpädagogischen Kinderdorfs Biesfeld und der Sonderschule für Erziehungshilfe (heute Förderschule Die Gute Hand) im Jahr 1968 nicht mehr.

## Auszeichnungen
- Ernennung zum Päpstlichen Geheimkämmerer am 20. Juni 1964.[1]

## Werke
Unter seinem Pseudonym Jan Klas Bollhoof schrieb er folgende Bücher:
- Aphorismen, Herder Druck, Freiburg im Breisgau 1964
- Sentenzen, Herder Druck, Freiburg im Breisgau 1965
- Marginalien, Verlag Ernst Kaufmann, Lahr (Schwarzwald), 1966